# Élections générales tokelauanes de 2020
Les élections générales tokelauanes de 2020 ont lieu le 23 janvier 2020 aux Tokelau.

## Système politique et électoral
Les Tokelau sont un archipel polynésien sous souveraineté néo-zélandaise et composé de trois atolls, Atafu, Fakaofo et Nukunonu.
Le General Fono en est le parlement monocaméral. Ses 22 membres sont élus pour trois ans au suffrage universel direct dans trois circonscriptions correspondants aux atolls de l'archipel. À Atafu et Fakaofo, respectivement 7 et 8 représentants sont élus selon un système de vote préférentiel tandis que le scrutin majoritaire à plusieurs tours est utilisé pour les sept représentants de Nukunonu (six avant 2016).
Chacun des trois villages, correspondant chacun à un atoll, choisit dans le même temps parmi ses sept choix de représentants un maire (Pulenuku) qui dirige le village, et un chef (Faipule) qui le représente à l'extérieur. Ces six élus forment le Conseil permanent du Gouvernement, corps exécutif collégial de l'archipel, dont la présidence est rotative entre les Faipules, qui deviennent Ulu-o-Tokelau, chef du gouvernement et ministre des affaires étrangères, pour une durée d'un an. Les autres ministères sont répartis entre les membres du conseil permanent, qui restent également représentants et siègent donc au General Fono.
Un administrateur nommé par la Nouvelle-Zélande dispose en principe d'un droit de véto sur la législation adoptée par le Fono, mais en pratique ce droit n'est jamais exercé. De la même manière, en pratique, la législation adoptée par le Parlement de Nouvelle-Zélande ne s'applique aux Tokelau qu'en cas d'accord du Fono General,,.
Il n'existe pas de partis politiques aux Tokelau. Tous les candidats se présentent donc sans étiquette, faisant du territoire une démocratie non partisane.

## Résultats
|               | Atafu                                                          | Fakaofo                                                                    | Nukunonu                                                               |
| ------------- | -------------------------------------------------------------- | -------------------------------------------------------------------------- | ---------------------------------------------------------------------- |
| Faipule       | Siopili Perez                                                  | Fofo Tuisano                                                               | Kelihiano Kalolo                                                       |
| Pulenuku      | Faamanuia Tamoa                                                | Mose Pelasio                                                               | Lino Isaia                                                             |
| Représentants | Sirila Enosa Stanley Lopa Teloloma Paulo Latu Lopa Nofo Iupati | Kaio Isaako Tinielu Tu'umuli Hina Kele Malia Pue Tofiga Teao Aokuso Vavega | Peato Pelenato Alapati Tavite Pafelio Tumua Lepeka Amato Havelio Tumua |